# Molploeg

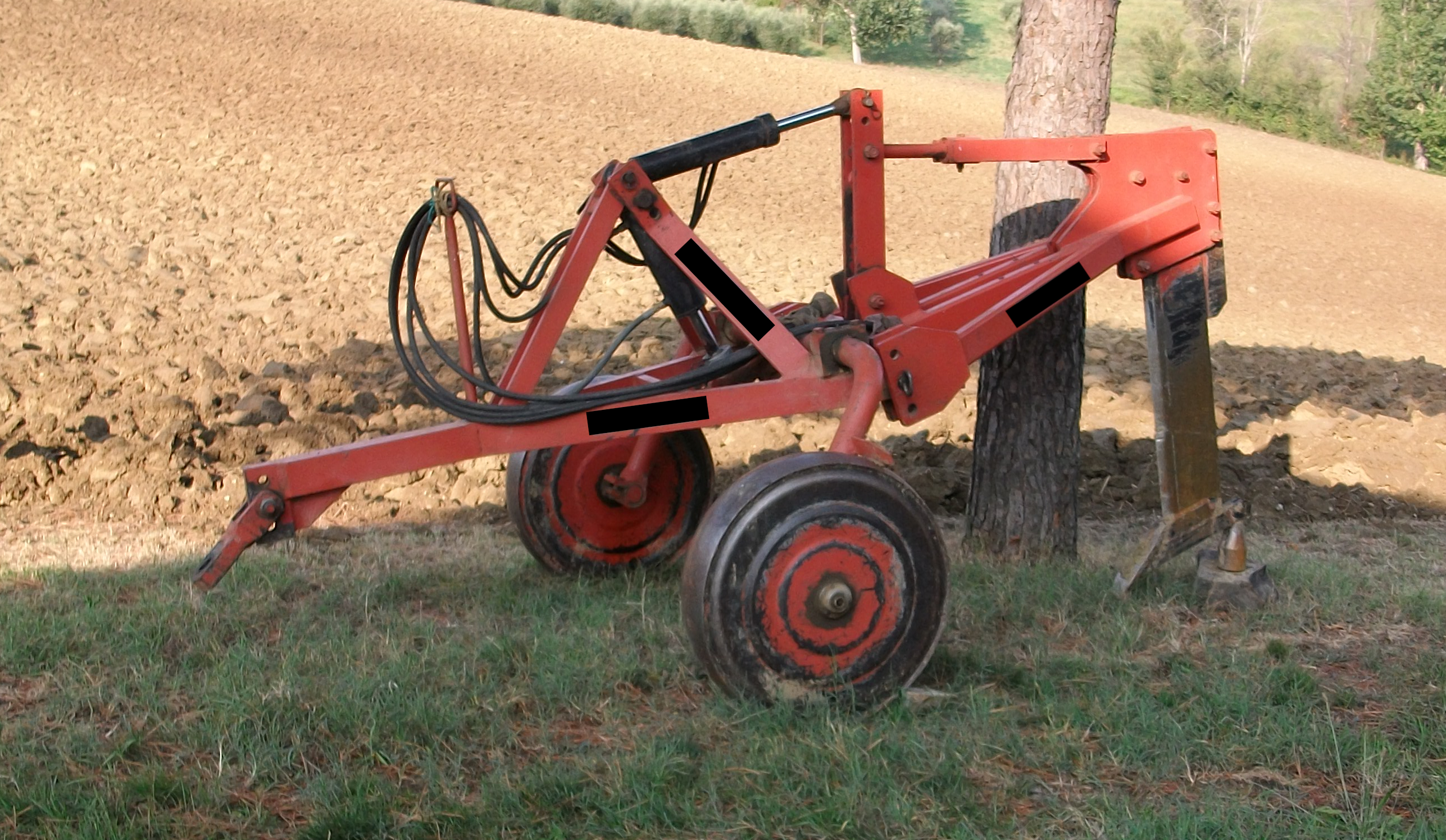
Getrokken molploeg met enkele tand

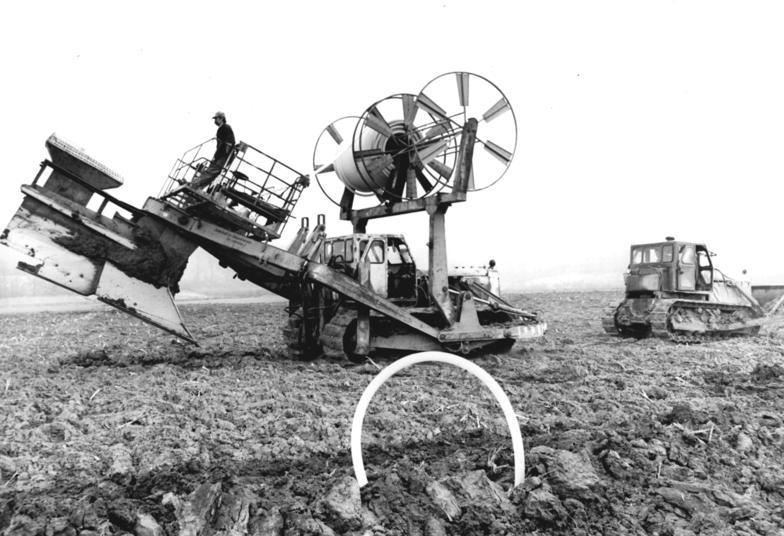
Woelpoot als sleufloze draineermachine. Het werktuig is voorzien van een trechterinstallatie die de sleuf opvult met goed doorlatend materialen.

Een Molploeg, ook wel bekend als een moldrainploeg, is een landbouwwerktuig dat wordt gebruikt om buisloze afwateringskanalen, zogenaamde molgangen of moldrains, in slecht doorlatende kleigrond te trekken. Deze sleufloze drainagetechniek staat bekend als moldrainage. De molploeg wordt vooral ingezet om natte akkers en graslanden te ontwateren. De scheuren die het werktuig in de bovenlaag van de klei trekt, voeren overtollig water af naar de moldrains. Hierdoor blijft het grondwaterpeil gecontroleerd en ontstaat een voldoende droge, stevige bodem die zware landbouwmachines beter kan dragen.
Een molploeg mag niet worden verward met een woeler: een landbouwwerktuig dat wordt gebruikt om een verdichte bodemlaag los te maken. De molploeg is echter door de jaren heen verder ontwikkeld. Zo ontstonden draineermachines die de gecreëerde moldrains via een trechter met grind vulden. Dit type machine is ideaal voor lichtere gronden en kleigronden van wisselende samenstelling waar moldrains te snel instorten. Daarnaast ontwikkelde men ook methoden om moldrains van drainagebuizen te voorzien. Veel pogingen daartoe werden ondernomen aan het eind van de jaren twintig en het begin van de jaren dertig van de 20e eeuw. Dat leidde tot de introductie van twee types buisdrainagemachines.
De kettinggraver als draineermachine legt de drainagebuis op de bodem van een uitgegraven sleuf. Om de drainerende werking te vergroten en gecombineerde moldrainage mogelijk te maken, kan bovenop de drainagebuis een laag van goed doorlatend materiaal worden aangebracht. Deze optionele laag kan tijdens het kettinggraven worden toegevoegd met een trechtersysteem, of op een later moment.
De sleufloze draineermachine daarintegen daarentegen plaatst de buis rechtstreeks in de bodem zonder een sleuf te graven. Dit kan met behulp van een woelpoot of een V-vormig woellichaam. Een belangrijk nadeel van de woelpoot als sleufloze draineermachine is dat de bodem zijwaarts wordt samengedrukt, juist op de plaats waar die goed doorlatend zou moeten zijn.

Landbouwwerktuigen die niet door menselijke arbeid worden aangedreven komen doorgaans in drie uitvoeringen voor: zelfrijdend, getrokken of gedragen. Een zelfrijdend landbouwwerktuig beschikt over een eigen aandrijving en wordt ook wel een zelfrijder genoemd. Getrokken en gedragen landbouwwerktuigen vereisen daarentegen een extern werkvoertuig, zoals een tractor. Een getrokken werktuig heeft een eigen onderstel, terwijl een gedragen werktuig dat niet heeft en dus door het trekkende voertuig wordt opgetild en neergelaten. Een molploeg komt voornamelijk voor in een gedragen uitvoering. In landen zoals het Verenigd Koninkrijk, waar de akkers doorgaans groter zijn, komen ook getrokken molploegen voor. In beide gevallen wordt een tractor als werkvoertuig gebruikt.

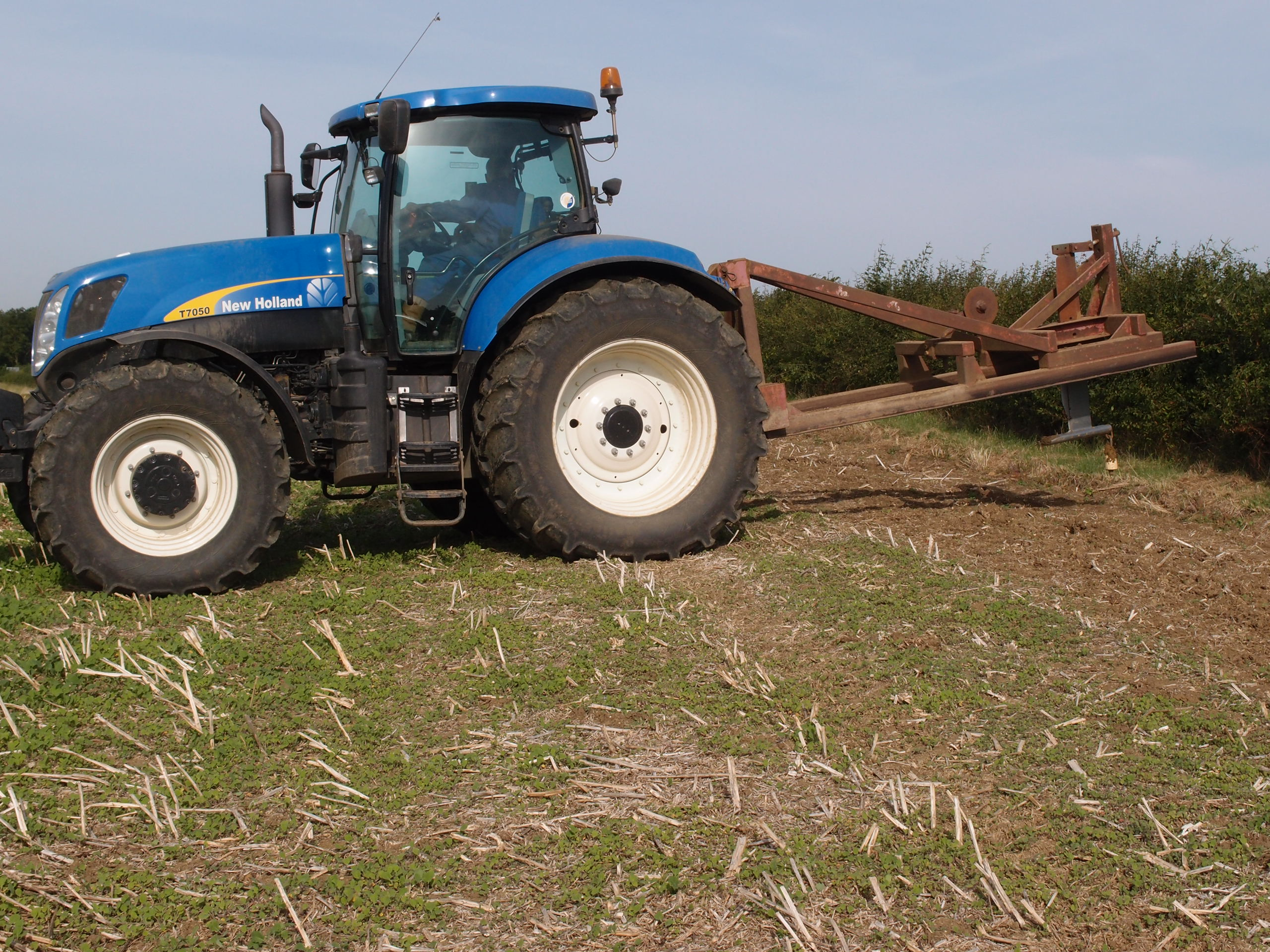
Gedragen molploeg met enkele tand
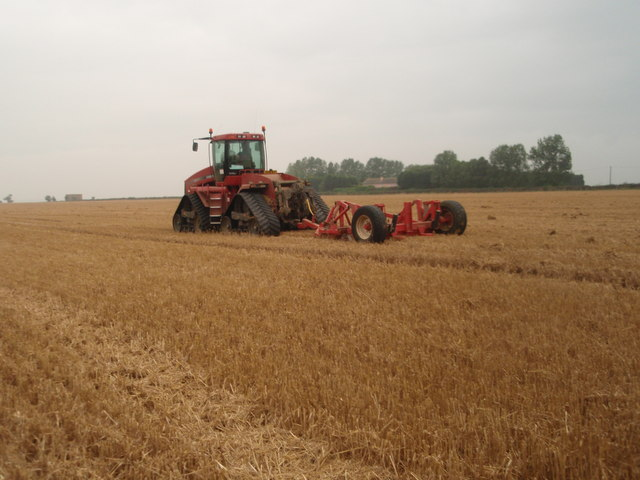
Getrokken molploeg met dubbele tanden

## Geschiedenis

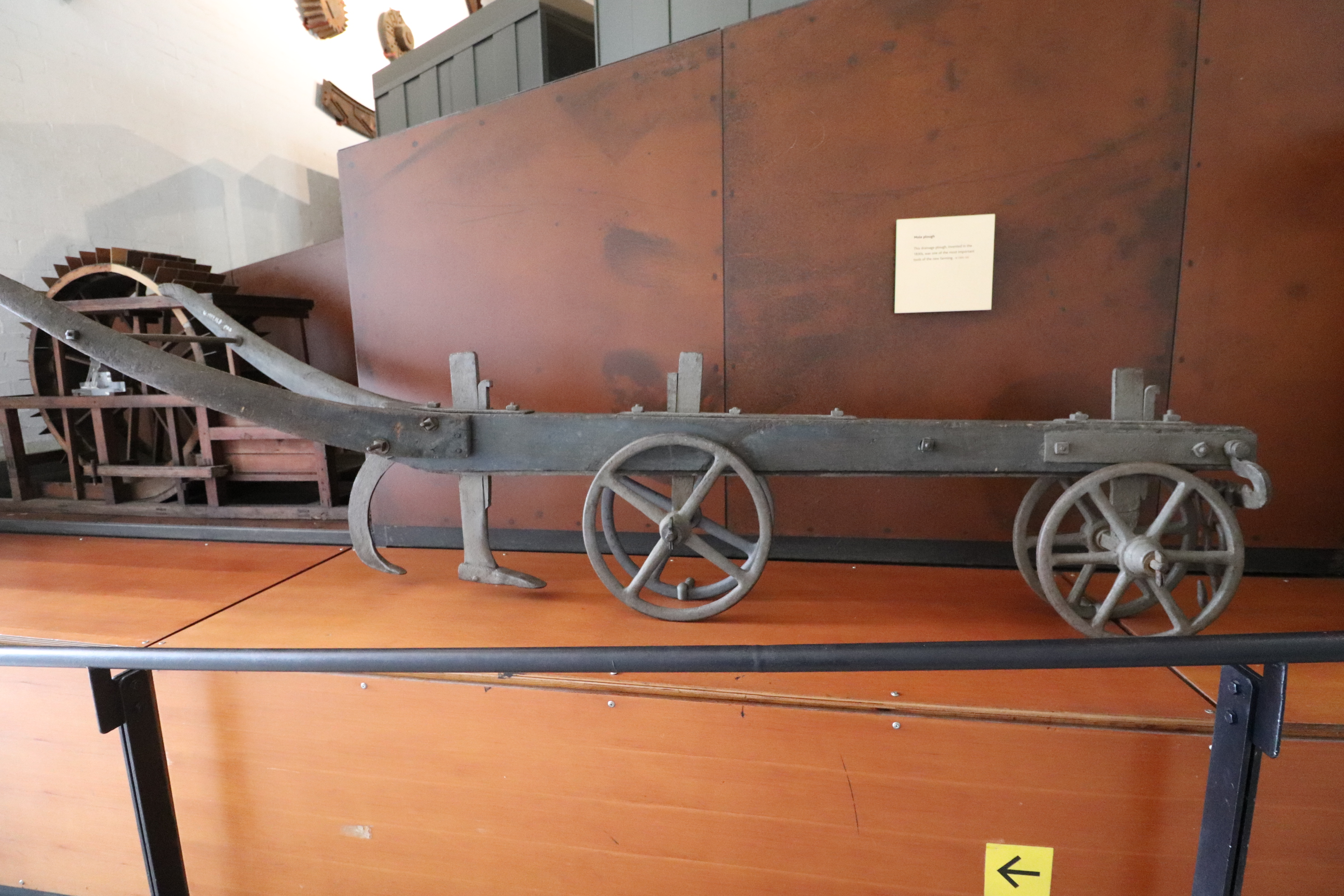
Molploeg uitgevonden in de jaren 1830

Moldrainage is, evenals kleibuizendrainage, een Engelse uitvinding. In 1780 maakte Adam Scott de eerste moldrains met behulp van een molploeg. Reeds in 1797 werd een patent op een molploeg verleend. In 1850 introduceerde John Fowler in Engeland een molploeg die werd getrokken door zes paarden. Deze werd in 1859 verder ontwikkeld, zodat de molploeg door een stoommachine kon worden voortgetrokken. Op de zware kleigronden in Oost-Engeland werd moldrainage toen al op grote schaal toegepast. In de Verenigde Staten ontwikkelde Major Dickinson in 1867 nabij New York zijn eigen molploeg, getrokken door vier ossen. In Nieuw-Zeeland werd moldrainage vlak voor het einde van de negentiende eeuw ingevoerd. Vanaf ongeveer 1930 werd veel moldrainage uitgevoerd met behulp van landbouwtrekkers. Niet alleen technische ontwikkelingen, maar ook subsidiëring bevorderde de uitbreiding van moldrainages.
Op het Europese vasteland werd moldrainage pas in 1924 voor het eerst toegepast. Op dat moment beschikte Engeland reeds over anderhalve eeuw ervaring en een aanzienlijk areaal gemoldraineerde kleigronden. In Nederland werd de molploeg in de daaropvolgende jaren verder doorontwikkeld: het werktuig werd lichter, goedkoper en in werkdiepte instelbaar. Na 1940 nam het gebruik van moldrainage in Nederland sterk af, mede doordat het vaak onder ongeschikte omstandigheden werd uitgevoerd. Zo lagen moldrains geregeld langdurig in het grondwater, waardoor deze voortijdig instortten. In Engeland en Duitsland werd begin jaren 60 geëxperimenteerd met het inbrengen van een vooraf gefabriceerde, flexibele ribbelbuis in de bodem. Een belangrijke verbetering daarbij was de introductie van de sleufloze draineermachine met V-vormig woellichaam. Zowel de ribbelbuis als de draineermachine werden verder geoptimaliseerd, wat leidde tot grootschalige toepassing. De molploeg wordt in slecht doorlatende kleigronden van onder meer Engeland en Nieuw-Zeeland nog steeds veelvuldig toegepast, terwijl het landbouwwerktuigwerktuig in Vlaanderen en Nederland door de intensieve buisdrainage nog maar sporadisch wordt gebruikt.

## Gebruik en uitvoering

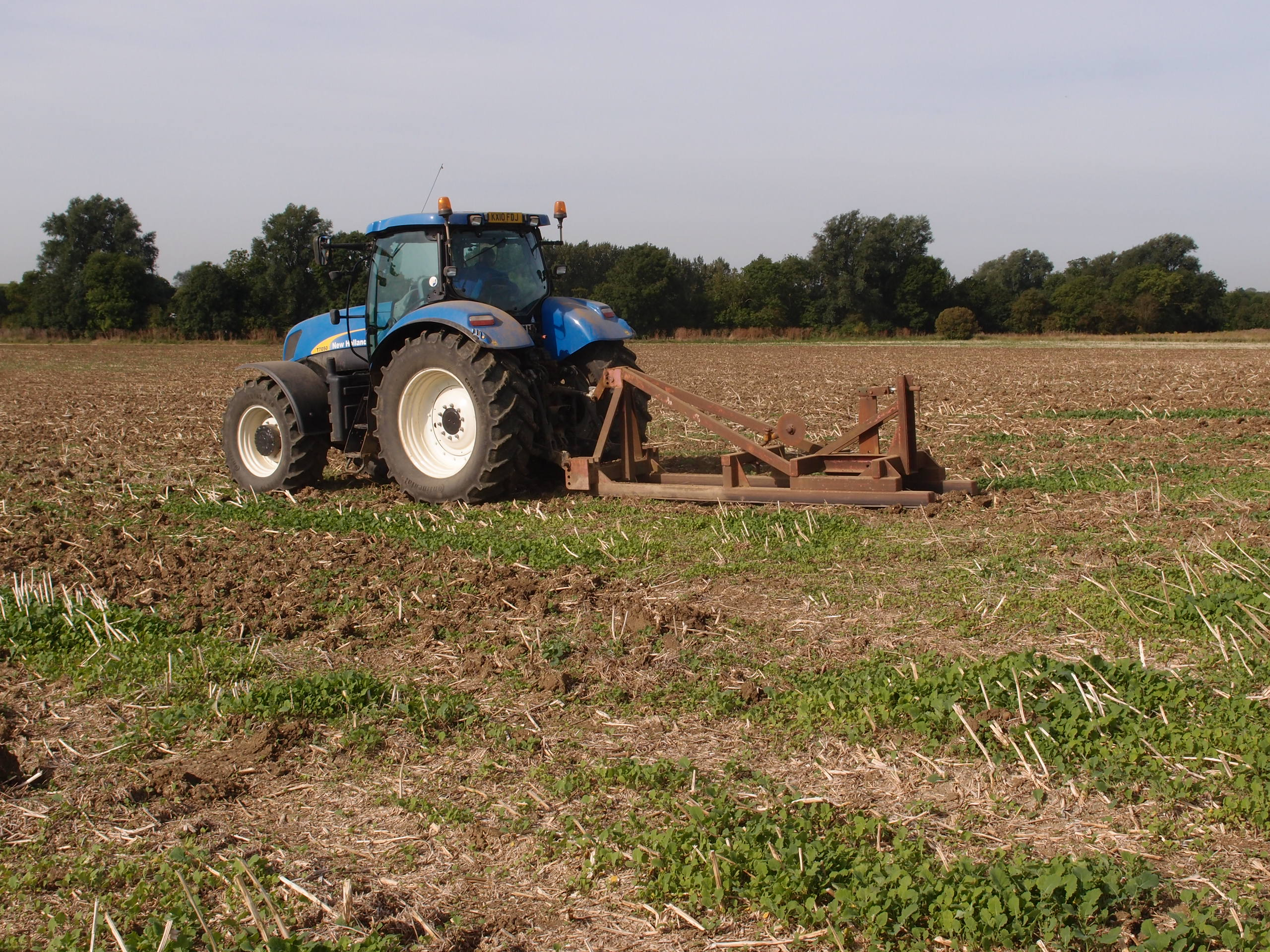
Gedrage molploeg met enkele tand. Het frame verzekert een constante diepte.

In stabiele kleigronden wordt molploegen om praktische redenen elke drie tot zeven jaar herhaald. Molploegen vindt zowel op te draineren bouwland als op grasland plaats. Op grasland kan er na elke maaibeurt worden gemolploegd; op bouwland gebeurt dat pas na de oogst, maar vóór het zaaien – een periode van ongeveer twee maanden. Molploegen moet daarom in de late herfst of vroege winter plaatsvinden, wanneer de bodemvochtigheid optimaal is voor het vormen van effectieve moldrains. Te droge grond laat de wand van de moldrain verkruimelen terwijl te natte grond kan het kanaal laat dichtslibben.
Voor een goede ontwatering vereisen zware kleigronden een zeer dicht drainagesysteem. Moldrainage – een intensieve drainering tegen beperkte kosten – is bij dit soort ondergronden interessant. Het doel is het creëren van een netwerk van moldrains en het aanvoeren van bodemwater naar die moldrains. Dit gebeurt doordat de molploeg tijdens het trekken scheuren maakt tot op de uiteindelijke diepte van de moldrain. Lichtere gronden en kleigronden van wisselende samenstelling zijn niet geschikt voor moldrainage, omdat moldrains daar zeer snel instorten. De twee meest voorkomende vormen van moldrainage zijn enkelvoudige moldrainage en gecombineerde moldrainage.
Bij enkelvoudige moldrainage worden moldrains getrokken vanuit de oever van een sloot. Net als drainagebuizen hebben moldrains bij voorkeur een helling van 10 à 20 cm per 100 m. Omdat de uitmondingen kwetsbaar zijn voor dichtgroeien of rattenvraat, wordt aan het uiteinde van de moldrain vaak een buis van 1 tot 3 m aangebracht. Dit kan gebeuren door tijdens de eerste meters achter de molploeg een flexibele buis mee te trekken.
Het tweede en meest toegepaste type moldrainage is gecombineerde moldrainage. Hoofddrains – aarden of plastic buizen – worden met een kettinggraver aangelegd op een diepte van circa 1 m en met een onderlinge afstand van ongeveer 10 m. Bovenop de hoofddrain wordt een laag van ongeveer 55 cm goed doorlatend materiaal (bijvoorbeeld grind) aangebracht. Vervolgens worden moldrains loodrecht op de hoofddrains getrokken tot een diepte van circa 65 cm. Zo kruisen de moldrains om de tien meter de doorlatende laag boven de hoofddrain waarin het water verder wordt afgevoerd.

## Bouw, werking en eigenschappen

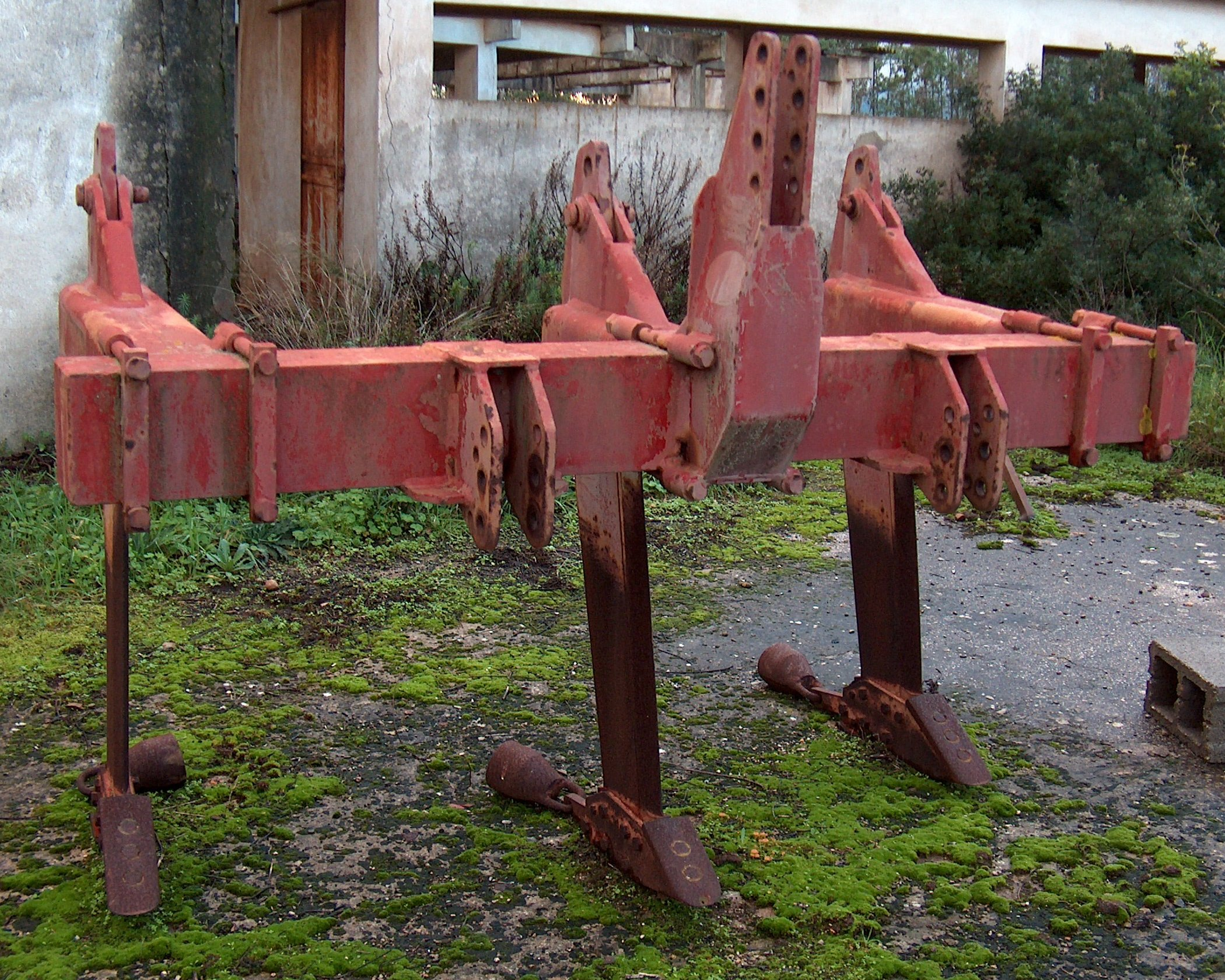
Molploeg met aan de voorzijde van het frame een driepuntsophanging. De molploeg heeft drie tanden.

Het frame van de molploeg is aan de voorzijde uitgerust met een driepuntsophanging of een dissel, afhankelijk van of het om een gedragen of een getrokken uitvoering gaat. Bij sommige modellen vervult het frame ook een diepteregelende functie: de onderzijde wordt dan neergelaten en glijdt over het grondoppervlak. Daardoor blijft de diepte van de moldrain overal gelijk, wat deze uitvoering minder geschikt maakt voor enkelvoudige moldrainage. Een optionele snijschijf aan de voorzijde van het frame maakt eerst een smalle snede in de grond. Vervolgens dringt een lange, verticale tand in de bodem op de plaats waar de schijf de grond heeft geopend. Deze tand kan optioneel hydraulisch naar achteren worden geklapt. Dit is bijvoorbeeld handig als de molploeg de moldrains vanuit de oever van een omheinde weide moet trekken zoals uitgelicht in de eerste externe link. Aan de onderzijde van de tand bevindt zich een torpedovormige verdikking met een spitse punt, gevolgd door een korte ketting waaraan de zogenoemde mol is bevestigd. De diameter van de mol is iets groter dan die van de torpedo, zodat de moldrain wordt gladgestreken en geconsolideerd. De mol heeft doorgaans een diameter van circa 6 cm; kleinere diameters worden toegepast bij ondiepe drainage. Hoewel de meeste molploegen één tand hebben, bestaan er ook modellen met twee of – in uitzonderlijke gevallen – drie tanden.
De tand(en) van een molploeg zijn vrijwel altijd voorzien van een breekboutbeveiliging. Wanneer een tand een onverzettelijk obstakel raakt, breekt de bout af, waardoor de tand loskomt van het frame of naar achteren scharniert. Dit mechanisme voorkomt ernstige schade aan zowel de molploeg als de trekker.
De werkdiepte van een molploeg ligt doorgaans tussen de 45 en 80 cm. Bij gecombineerde moldrainage wordt de diepte vooral bepaald door de ligging van de permanente hoofddrains. De diepte-instelling kan gebeuren via de achterhef van de tractor of door de tand aan het frame te verstellen. Moldrains worden meestal op een onderlinge afstand van 1 à 5 m getrokken. Voor een molploeg met één tand is ongeveer 150 pk (110 kW) motorvermogen vereist. Bij modellen met twee of drie tanden kan het benodigde vermogen oplopen tot 400 pk (294 kW).